# Casa de Figueroa
La casa de Figueroa es un linaje nobiliario español originario de la corona de Castilla, cuyos miembros llegaron a ostentar el ducado de Feria y el marquesado de Villalba, títulos principales de la casa de Feria, cuyos miembros frecuentemente llevaban el apellido "Figueroa".
- Datos: Q5754845